# Ban nhạc Việt
Ban nhạc Việt là chương trình truyền hình thực tế đầu tiên tại Việt Nam dành riêng cho những ban nhạc tài năng. Chương trình do Đài Truyền hình Việt Nam phối hợp với Công ty Cổ phần Bình Minh Media sản xuất, là phiên bản tiếng Việt của gameshow nổi tiếng của Thái Lan The Band. Đối tượng tham gia dự thi bao gồm những ban nhạc từ 2 thành viên trở lên, trong đó ít nhất 1 người chơi được nhạc cụ, các thành viên ban nhạc trong độ tuổi từ 16 - 45 trên khắp cả nước. Ban nhạc có thể có yếu tố người nước ngoài nhưng phải hát tiếng Việt. Ban nhạc dự thi 1 trong các thể loại/nhóm thể loại chính: Pop, Rock, Acoustic & Acappella, Fusion (bao gồm các thể loại còn lại: nhạc cụ dân tộc, đờn ca tài tử, R&B...). Chương trình được phát sóng trên VTV3 lúc 21h10 chủ nhật hàng tuần từ 19/11/2017 - 7/4/2019, sau khi chương trình Bước nhảy ngàn cân kết thúc. Xuân Bắc là người dẫn dắt chương trình trong suốt thời gian phát sóng.

## Giới thiệu
Các ban nhạc thuộc 4 đội trực tiếp được những chuyên gia âm nhạc đào tạo và tranh đấu quyết liệt qua nhiều vòng thi khắc nghiệt để chạm tới chức vô địch của chương trình.

## Giám khảo
| Đức Trí          | ✔️ | ✔️ |
| Mỹ Linh          | ✔️ | ✔️ |
| Phương Uyên      | ✔️ | ✔️ |
| Nguyễn Hải Phong | ✔️ | ✔️ |

## Luật chơi

### Vòng lộ diện
Các ban nhạc được lựa chọn từ vòng Sơ tuyển cuối cùng sẽ được bước vào vòng lộ diện với sự thẩm định của các vị Huấn luyện viên chính thức của chương trình. Các đội sẽ theo dõi các tiết mục của ban nhạc. Khi họ thấy muốn "tuyển" ban nhạc đó vào đội thì phải gạt cần ngay trong khi ban nhạc chuẩn bị dừng lại thử thách. Thời gian dành cho mỗi ban nhạc là 1 phút rưỡi. Sau 30 giây nữa, 2 bức tường của chương trình sẽ đóng lại. Thay vào đó là âm thanh đếm ngược trên bảng điện tử. Nếu có nhiều huấn luyện viên gạt cần, ban nhạc đó có quyền chốt quyết định xem là sẽ chọn lựa huấn luyện viên nào mà mình thích và huấn luyện viên cũng được phép dùng mọi cách để "chiêu mộ nhân tài" dành cho đội của mình. Khi đội đã đầy chỗ sẽ dừng lại trong khi các đội còn lại tiếp tục. Vòng lộ diện kết thúc ngay khi tất cả các đội dừng tuyển vì đủ chỗ.

### Vòng huấn luyện và biểu diễn
Mỗi đội sẽ chia các ban nhạc trong đội của mình làm 3 thử thách đơn, đồng thời chọn cho mỗi ban nhac nội dung tương ứng. Ban nhạc đó sẽ được chính huấn luyện viên hướng dẫn để có phần trình diễn tốt nhất trên sân khấu.
Sau thời gian hướng dẫn, camera sẽ ghi lại quá trình dành cho vòng này. Ban nhạc bước ra cùng trình diễn tiết mục đã được tập trước các huấn luyện viên. Sau đó, các đội đưa ra lời nhận xét. Các đội còn lại có thể đưa ra dự đoán thí sinh lọt vào vòng trong theo ý thích, nhưng quyền quyết định ban nhạc nào ở lại và ban nhạc nào ra về lại thuộc về huấn luyện viên chủ quản dành cho ban nhạc đó. Kết quả 8 ban nhạc đi tiếp sẽ có chủ nhân sau khi kết thúc vòng này.

### Vòng chung kết
Ở vòng thi chung kết, đây sẽ là dành cho ban nhạc thể hiện bản lĩnh sân khấu, phô diễn giọng hát. Họ sẽ hát đơn ca trên sân khấu. Trong đêm Chung kết, kết quả của chương trình sẽ quyết định tân vô địch.

## Các ban nhạc được vào vòng chung kết
Mùa 1 (Trận CK tổ chức vào ngày 11/02/2018)
| Thứ hạng | Ban nhạc             | Huấn luyện viên  | Kết quả     |
| -------- | -------------------- | ---------------- | ----------- |
| 1        | An Nam               | Phương Uyên      | Nhà vô địch |
| 2        | Jazz Glory           | Mỹ Linh          | Á quân      |
| 3        | Yellow Star Big Band | Đức Trí          | Á quân      |
| 4        | X-Key                | Nguyễn Hải Phong | Á quân      |

Mùa 2 (Trận CK tổ chức vào ngày 07/04/2019)
| Thứ hạng | Ban nhạc     | Huấn luyện viên  | Kết quả     |
| -------- | ------------ | ---------------- | ----------- |
| 1        | Fire         | Nguyễn Hải Phong | Nhà vô địch |
| 2        | 18B          | Phương Uyên      | Á quân      |
| 3        | Radio        | Phương Uyên      | Á quân      |
| 4        | Những năm 90 | Đức Trí          | Á quân      |

## Tạm ngừng phát sóng
Ban nhạc Việt đã có một số lần phải tạm dừng hoặc thay đổi việc ghi hình và phát sóng theo kế hoạch do trùng với các sự kiện đặc biệt. Các chương trình bị hoãn đã được phát sóng trở lại vào 1 tuần sau đó. Cụ thể:
- 10-17/2/2019, do trùng với lịch phát sóng các chương trình dịp Tết Nguyên Đán.

## MCcủa chương trình
Trong suốt thời gian phát sóng, Xuân Bắc là người dẫn chương trình.

## Nhà tài trợ
- 2017 - 2019: Sabeco